# Krystyna z Bolseny

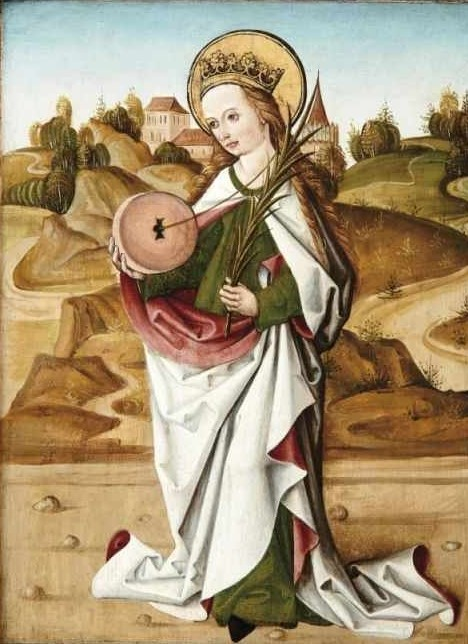
Tradycyjne przedstawienie świętej Krystyny

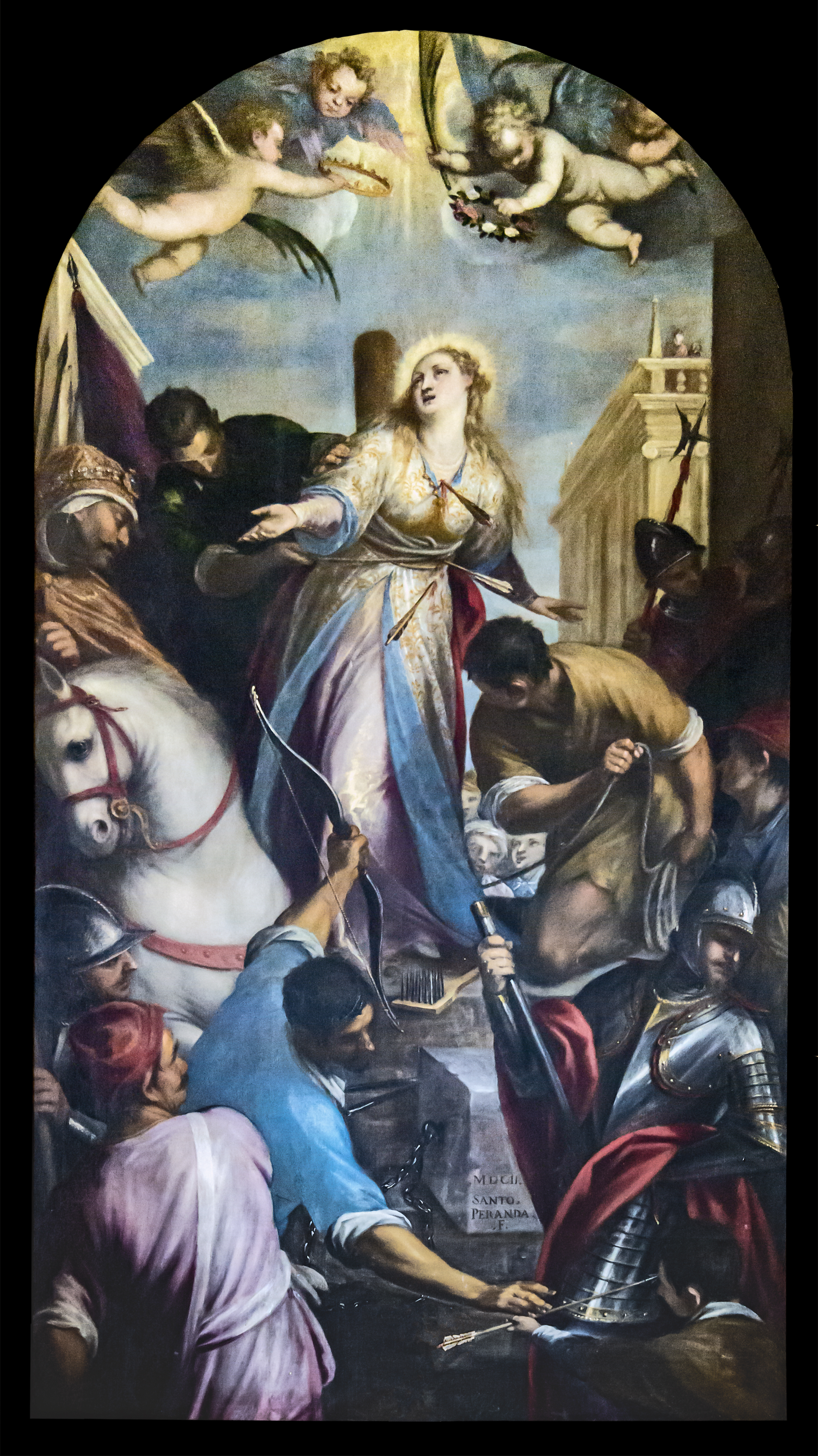
Męczeństwo świętej Krystyny

Krystyna z Bolseny lub Krystyna z Tyru (wł. Cristina di Bolsena, cs. мученица Христина; ur. w Bolsenie lub Tyrze, zm. 24 lipca pomiędzy 287 a 303 tamże) – dziewica i męczennica chrześcijańska, święta Kościoła katolickiego, ormiańskiego  i prawosławnego.

## Żywot
Żywot przypisywany św. Krystynie w wielu elementach jest złożony z motywów z legendy św. Barbary .
Według legendy, Krystyna była córką Urbana, prefekta Bolseny (lub – w tradycji prawosławnej – Tyru ), który był wrogiem chrześcijan. Obserwując heroiczną postawę wyznawców Chrystusa, sama nawróciła się na chrześcijaństwo. Kiedy dowiedział się o tym jej ojciec, uwięził ją w pałacu i na próżno namawiał ją do porzucenia wiary.
Wkrótce jednak ojciec zauważył, że nic tym nie zdziała (Krystyna m.in. rozdała swoje szaty ubogim), kazał ją torturować. Dziewczynkę najpierw smagano rózgami i strącono do lochu. Kiedy to nie pomogło, była rozdzierana hakami, obracana na kole, polewana wrzącym olejem, palona na wolnym ogniu, a na końcu przywiązano jej kamień do szyi i utopiono. Istnieje też inny przekaz, według którego Krystyna zginęła w amfiteatrze miejskim, przywiązana do słupa i przeszyta strzałami.
Miało to nastąpić za panowania cesarza Dioklecjana (284–305). Według legendy św. Krystyna miała zaledwie dwanaście lat. Jej relikwie znajdują się w Bolsenie w bazylice jej poświęconej.

## Kult świętej
Wspomnienie liturgiczne Krystyny w Kościele katolickim obchodzone jest za Martyrologium Rzymskim 24 lipca.
Kościoły wschodnie, z uwagi na liturgię według kalendarza juliańskiego, wspominają męczennicę 24 lipca/6 sierpnia, tj. 6 sierpnia według kalendarza gregoriańskiego.
W ikonografii zachodniej św. Krystyna przedstawiana jest z palmą męczeństwa w jednej ręce i pękiem strzał w drugiej. Na ikonach prawosławnych święta przedstawiana jest jako młoda kobieta z długimi włosami spadającymi na ramiona i plecy, spiętymi przepaską lub przykrytymi białą chustą. Odziana jest w jasnoczerwoną szatę, w prawej dłoni trzyma krzyż .